# قرة ولي (تشاراويماق)
قرة ولي (بالفارسية: قره‌ولی) هي منطقة سكنية تقع في تشارواماق الشرقية الريفية في إيران. يقدر عدد سكانها بـ 43 نسمة .